# Wolverton
Koordinaten: 52° 4′ N, 0° 49′ W

„Reaching Forward“ (Martin Heron, 2012), am Grand Union
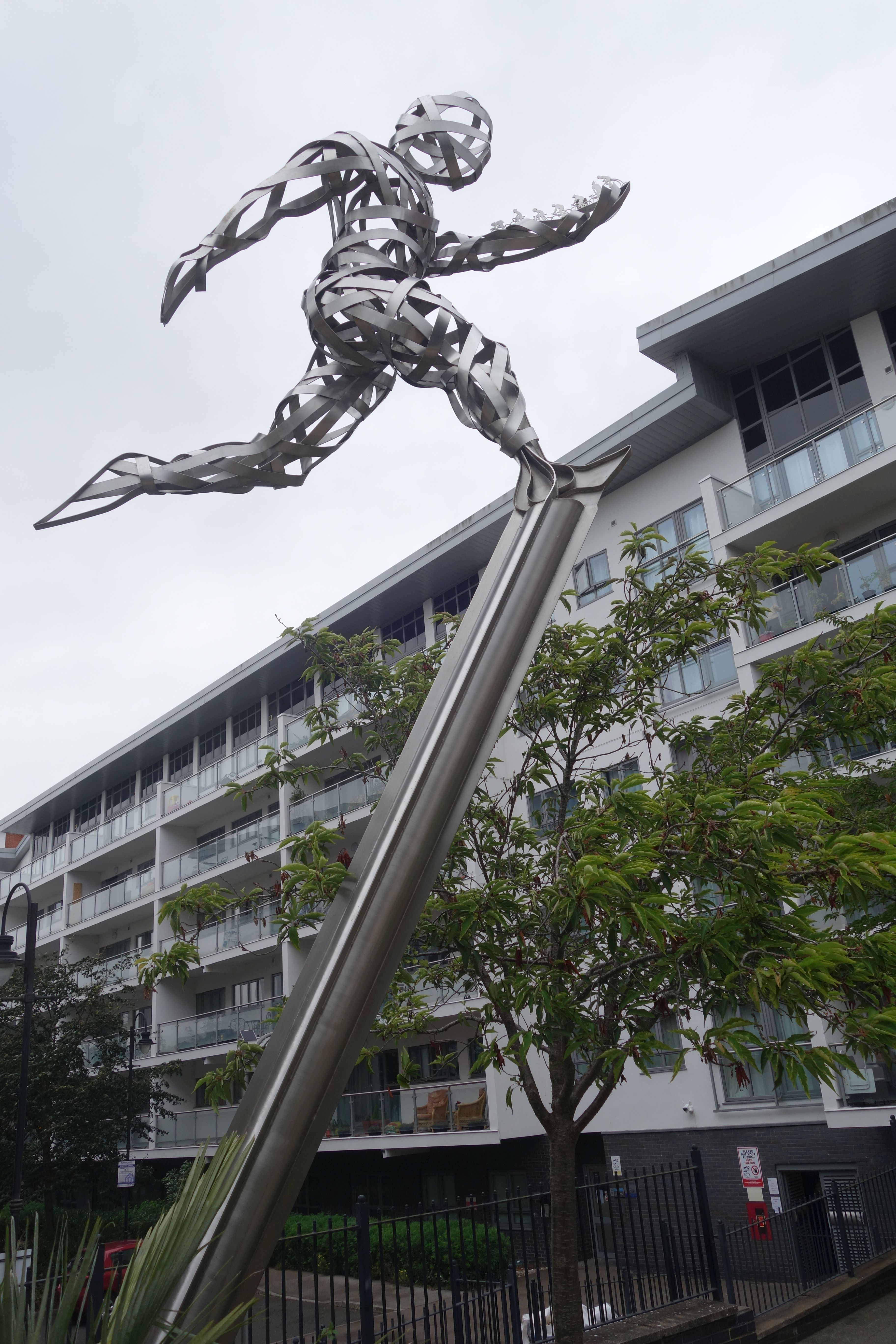
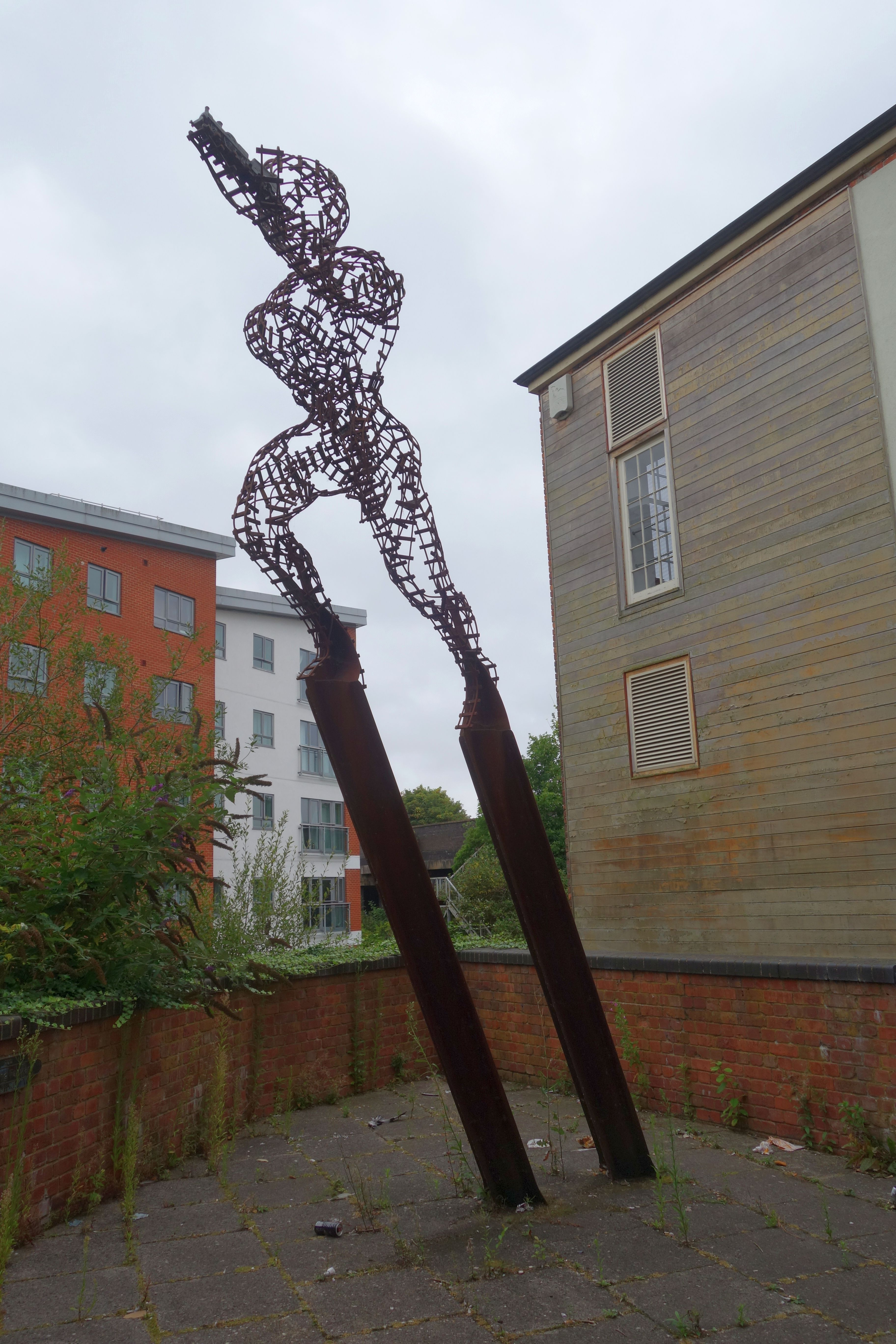

Wolverton [ˈwʊlvətən] ist eine Stadt in England, im Norden des Borough of Milton Keynes, der bis 1997 den nördlichen Teil von Buckinghamshire bildete. Die Stadt liegt zwischen Stony Stratford und Newport Pagnell und zählt 13.546 Einwohner (Stand: 2001).
Wolverton wurde im Domesday Book von 1086 als Wluerintone erwähnt. Es befand sich an der Stelle des heutigen Old Wolverton, nordwestlich der heutigen Stadt. Jedoch hat sich von dem mittelalterlichen Ort nichts erhalten; an der Stelle der normannischen Burg, die als Motte errichtet worden war, erhebt sich heute die Church of the Holy Trinity, neben der ein 1729 erbautes Pfarrhaus steht. 
Wolverton liegt am Grand-Union-Kanal. Wichtiger wurde allerdings der 1838 fertiggestellte Bahnanschluss an der Bahnstrecke London-Birmingham, wobei Wolverton eine Lokomotivbau- und -reparaturwerkstätte erhielt. Seit Ende des 19. Jahrhunderts wurden anstelle der Lokomotiven vorwiegend Waggons gebaut und repariert. Im Zweiten Weltkrieg wurden diese Anlagen verwendet, um Rüstungsbedarf zu produzieren. Zu den Werkstätten gehörte eine 1844 erbaute Eisenbahnersiedlung aus etwa 200 Häusern einschließlich mehrerer Schulen, einer Kirche und einem Markt. 1899 entstand ein Fußballplatz für die Werks-Fußballmannschaft, der über eine der ersten Fußballtribünen Englands verfügte.